# Hrvoje Stević
Hrvoje Stević est un joueur d'échecs croate né le 8 janvier 1980 à Osijek.
Au 1er mars 2019, il est le n°4 croate avec un classement Elo de 2 589 points.

## Biographie et carrière
Hrvoje Stević a remporté le championnat du monde des moins de 16 ans en 1995.
Grand maître international depuis 2002, il remporta le championnat de Croatie en 2007 et 2008.
Il a représenté la Croatie lors de neuf olympiades de 1998 à 2018, jouant au premier échiquier en 2010 et réalisant une performance de 2 682 points Elo au deuxième échiquier en 2014,,.
Il a participé à neuf championnats d'Europe par équipes de 1997 à 2017, jouant au premier croate échiquier en 2009 et 2011. L'équipe de Croatie finit quatrième de la compétition en 2017.
En 2003, il remporta la médaille d'or individuelle au troisième échiquier lors de la Coupe Mitropa. En 1997, il remporta la médaille d'argent par équipe avec la Croatie.